# Gustavo Petro
Gustavo Francisco Petro Urrego (phát âm tiếng Tây Ban Nha: [ɡusˈtaβo fɾanˈsisko ˈpetɾo uˈreɣo]; sinh ngày 19 tháng 4 năm 1960) là nhà kinh tế học, chính trị gia, cựu chiến binh du kích, thượng nghị sĩ người Colombia và là tổng thống đắc cử của Colombia. Ông đã giành chiến thắng trước Rodolfo Hernández Suárez trong vòng hai của cuộc bầu cử tổng thống Colombia năm 2022 vào ngày 19 tháng 6. Petro là ứng cử viên đầu tiên được bầu làm tổng thống Colombia, người tự mô tả mình là một người cánh tả. Ông nhận được nhiều phiếu bầu nhất mà bất kỳ ứng cử viên nào từng nhận được trong cuộc bầu cử tổng thống Colombia.
Năm 17 tuổi, Petro trở thành thành viên của nhóm du kích 19 của Phong trào Tháng Tư, sau này phát triển thành Liên minh Dân chủ M-19, một đảng chính trị mà ông được bầu làm thành viên của Hạ viện trong cuộc bầu cử quốc hội Colombia năm 1991. Ông từng là thượng nghị sĩ với tư cách là thành viên của đảng Cực Dân chủ Thay thế (PDA) sau cuộc bầu cử quốc hội Colombia năm 2006 với số phiếu lớn thứ hai. Năm 2009, ông từ chức để tham gia tranh cử tổng thống Colombia năm 2010, về thứ tư trong cuộc tranh cử.